# Pseudoliparis
Pour le synonyme de genre d'orchidées Pseudoliparis Finet, voir Crepidium.
Genre
Pseudoliparis est un genre de poissons de l'ordre des Scorpaeniformes et de la famille des Liparidae.

## Distribution
Les espèces de ce genre se rencontrent en zone hadale dans les fosses du Pacifique Ouest.
En août 2022, un poisson juvénile de ce genre, mais dont l’espèce n'a pu être confirmée, a été filmé à la profondeur de 8 336 m dans la fosse d’Izu-Ogasawara, ce qui en fait les poissons les plus profonds connus à cette date.

## Liste des espèces
Selon World Register of Marine Species (8 décembre 2017) :
- Pseudoliparis amblystomopsis (Andriashev, 1955)
- Pseudoliparis belyaevi Andriashev & Pitruk, 1993
- Pseudoliparis swirei Gerringer & Linley, 2017